# Betsi Rivas
Betsi Rivas (n. San Carlos, Estat Cojedes; 2 d'octubre de 1986) és una esportista veneçolana de l'especialitat de halterofília que va obtenir medalla de plata a Medellín 2010, a més d'obtenir un Diploma Olímpic als Jocs Olímpics de Londres 2012 en obtenir el 8è lloc.

## Trajectòria
La trajectòria esportiva de Betsi Rivas s'identifica per la seva participació en els següents esdeveniments nacionals i internacionals:

### Jocs Sud-americans
Va ser reconegut el seu triomf de sobrepassar la marca en els Jocs en 48kg Dones amb una marca de 163.0 als jocs de Medellín 2010.

#### Jocs Sud-americans de Medellín 2010
El seu acompliment en la novena edició dels jocs, es va identificar per obtenir un total d'una medalla:

- , Medalla de plata: Lliure 51kg Dones

### Jocs Olímpics

#### Jocs Olímpics de Londres 2012
L'acompliment de Rivas en els XXX Jocs Olímpics de Londres 2012 va sobresortir en obtenir el primer diploma de Veneçuela en aquesta cita, en quedar en la 8a. posició en la categoria 48 kg i establint un registre nacional en el total amb 168 kg.